# Adama
Adama o Modibo Adama va esser el fundador de l'estat d'Adamawa al Camerun. Modibo Adama va unir-se a la guerra santa de Usmanu bi Foduye al Sokoto (1804). Adama venia de la regió de Gurin (avui un insignificant llogaret) i el 1806 va rebre la bandera verda i l'encàrrec de dirigir la gihad el seu país natal. En els següents anys Adama va conquerir moltes terres i va sotmetre moltes tribus. La capital es va traslladar a Ribadu el 1838, i el 1839 a Joboliwo. El 1841 va fundar Yola on va morir el 1848.